# Umberto Ferrari
Umberto Ferrari (* 9. Juli 1877 in Roverbella; † 6. August 1960 ebenda) war ein italienischer Bahnradsportler.
1901 wurde Umberto Ferrari italienischer Meister im Sprint. Im selben Jahr belegte er den dritten Platz beim Großen Preis von Kopenhagen, hinter Thorvald Ellegaard und Willy Arend. 1905 wurde er Dritter der italienischen Sprint-Meisterschaft. Dreimal startete er bei UCI-Bahn-Weltmeisterschaften.
In seinem Heimatort Roverbella wurde der Sportplatz nach Ferrari benannt.